# Кубинско-эфиопские отношения
Кубинско-эфиопские отношения — двусторонние дипломатические отношения между Кубой и Эфиопией. Государства являются членами Движения неприсоединения и Организации Объединённых Наций.

## История
Государства установили дипломатические отношения 18 июля 1975 года, вскоре после того, как Временный военно-административный совет (Дерг) пришёл к власти в Эфиопии, был свергнут негус Хайле Селассие и состоялось принятие коммунизма как идеологии. Временное военное правительство Эфиопии и Куба вскоре установили тесные политические отношения. В августе 1976 года обе страны открыли посольства в столицах друг друга.
В 1977 году военнослужащие-спортсмены вооружённых сил Эфиопии приняли участие в проходившей на Кубе 4-й летней спартакиаде СКДА.
В 1977 году Сомали угрожало вторжением в эфиопский регион Огаден с планом присоединения населённых сомалийских территорий. Поскольку война между двумя странами стала казаться вероятной, председатель Совета министров Кубы Фидель Кастро в марте 1977 года посетил этот регион с целью напряженность, собрал вместе лидеров Сомали, Эфиопии и Южного Йемена и предложил им объединиться и создать большие социалистические федеративные государства в регионе. Однако,  попытка оказалась безрезультатной. Четыре месяца спустя, в июле 1977 года, началась Огаденская война, когда войска Сомали вторглись в Эфиопию.
Фидель Кастро решил, что сомалийское правительство отвернулось от социалистической идеологии, и решил поддержать Эфиопию в начавшейся войне. Вскоре после начала войны Куба направила в регион Огаден более 15 000 солдат. Их участие вместе с советскими войсками и техникой привело к победе Эфиопии в войне в 1978 году. В 1989 году Эфиопия и Сомали подписали соглашение о признании территориальных границ друг друга и последние кубинские солдаты были выведены из региона примерно через двенадцать лет после прибытия. В 1984 году в Аддис-Абебе был открыт памятник Тиглачин как мемориал эфиопским и кубинским солдатам, участвовавшим в Огаденской войне.
С момента прекращения кубинского военного вмешательства в Эфиопии отношения между народами оставались близкими. Кубинское правительство ежегодно выделяет эфиопским студентам стипендии для обучения на Кубе по разным специальностям. С 1970-х годов более 5000 эфиопских студентов окончили кубинские университеты. Каждый год кубинское правительство направляет врачей для оказания помощи в предоставлении услуг в медицинских учреждениях Аддис-Абебы и Джиммы.
На протяжении многих лет лидеры обеих стран осуществили многочисленные визиты. В январе 2018 года Кубу посетил президент Эфиопии Мулату Тешоме. В мае 2019 года вице-президент Кубы Сальвадор Вальдес Меса посетил Эфиопию. В 2020 году государства отметили 45-летие со дня установления дипломатических отношений.

## Дипломатические представительства
- Куба имеет посольство в Аддис-Абебе[8].
- Эфиопия содержит посольство в Гаване[9].